# 四甲基硫氰酸铵
四甲基硫氰酸铵是一种季铵盐，化学式为[(CH3)4N]SCN。它可由硫氰酸银和热的四甲基碘化铵反应得到：
AgSCN + [(CH3)4N]I → [(CH3)4N]SCN + AgI
它可以和二氧化硫反应，生成加合物[(CH3)4N]SCN·SO2。它和K2[Co(SCN)4]在乙醇溶液中反应，生成亮蓝色的(NMe4)2[Co(NCS)4]沉淀。